# Campionato mondiale di motocross 2021
Il campionato mondiale di motocross 2021 è la sessantacinquesima edizione del campionato mondiale di motocross.

## Stagione
Per quanto concerne la MXGP, il titolo è stato vinto dall'olandese Jeffrey Herlings su KTM che, vincendo 9 Gran Premi su 18, conquista il suo quinto titolo mondiale, il secondo nella MXGP. Nella classe MX2, il titolo è stato vinto dal francese Maxime Renaux su Yamaha, vincitore di 5 Gran Premi in stagione, alla sua prima affermazione iridata.
Per quanto concerne i costruttori, KTM vince i due titoli mondiali dell'MXGP mentre Yamaha vince i due titoli dell'MX2.

## MXGP

### Calendario
| Data         | Gran Premio | Località          | Vincitore Gara 1   | Vincitore Gara 2   | Vincitore GP       |
| ------------ | ----------- | ----------------- | ------------------ | ------------------ | ------------------ |
| 13 giugno    | Russia      | Orlyonok          | Tim Gajser         | Tim Gajser         | Tim Gajser         |
| 27 giugno    | Regno Unito | Matterley Basin   | Antonio Cairoli    | Tim Gajser         | Antonio Cairoli    |
| 4 luglio     | Italia      | Maggiora          | Romain Febvre      | Jeffrey Herlings   | Jeffrey Herlings   |
| 18 luglio    | Paesi Bassi | Oss               | Jeffrey Herlings   | Antonio Cairoli    | Tim Gajser         |
| 25 luglio    | Rep. Ceca   | Loket             | Jorge Prado García | Antonio Cairoli    | Jorge Prado García |
| 1º agosto    | Belgio      | Lommel            | Jeffrey Herlings   | Romain Febvre      | Romain Febvre      |
| 8 agosto     | Lettonia    | Ķegums            | Jeffrey Herlings   | Jorge Prado García | Tim Gajser         |
| 5 settembre  | Turchia     | Afyonkarahisar    | Jeffrey Herlings   | Tim Gajser         | Jeffrey Herlings   |
| 8 settembre  | Turchia     | Afyonkarahisar    | Jeffrey Herlings   | Tim Gajser         | Jeffrey Herlings   |
| 19 settembre | Italia      | Riola Sardo       | Jeffrey Herlings   | Jeffrey Herlings   | Jeffrey Herlings   |
| 3 ottobre    | Germania    | Teutschenthal     | Jorge Prado García | Tim Gajser         | Tim Gajser         |
| 10 ottobre   | Francia     | Lacapelle-Marival | Romain Febvre      | Jeffrey Herlings   | Jeffrey Herlings   |
| 17 ottobre   | Spagna      | Arroyomolinos     | Romain Febvre      | Jeffrey Herlings   | Jeffrey Herlings   |
| 24 ottobre   | Italia      | Pietramurata      | Jeffrey Herlings   | Jeffrey Herlings   | Jeffrey Herlings   |
| 27 ottobre   | Italia      | Pietramurata      | Romain Febvre      | Antonio Cairoli    | Antonio Cairoli    |
| 31 ottobre   | Italia      | Pietramurata      | Jeremy Seewer      | Tim Gajser         | Jeremy Seewer      |
| 7 novembre   | Italia      | Mantova           | Romain Febvre      | Jeffrey Herlings   | Jeffrey Herlings   |
| 10 novembre  | Italia      | Mantova           | Jeffrey Herlings   | Jeffrey Herlings   | Jeffrey Herlings   |

### Classifiche finali

#### Piloti
| Pos. | Pilota             | Moto      | Punti |
| ---- | ------------------ | --------- | ----- |
| 1º   | Jeffrey Herlings   | KTM       | 708   |
| 2º   | Romain Febvre      | Kawasaki  | 703   |
| 3º   | Tim Gajser         | Honda     | 688   |
| 4º   | Jeremy Seewer      | Yamaha    | 566   |
| 5º   | Jorge Prado García | KTM       | 562   |
| 6º   | Antonio Cairoli    | KTM       | 545   |
| 7º   | Glenn Coldenhoff   | Yamaha    | 442   |
| 8º   | Pauls Jonass       | Gas Gas   | 391   |
| 9º   | Thomas Kjer Olsen  | Husqvarna | 332   |
| 10º  | Alessandro Lupino  | KTM       | 319   |

#### Costruttori
| Pos. | Costruttore | Punti |
| ---- | ----------- | ----- |
| 1º   | KTM         | 842   |
| 2º   | Kawasaki    | 708   |
| 3º   | Honda       | 702   |
| 4º   | Yamaha      | 616   |
| 5º   | Gas Gas     | 486   |
| 6º   | Husqvarna   | 359   |
| 7º   | Beta        | 232   |

## MX2

### Calendario
| Data         | Gran Premio | Località          | Vincitore Gara 1   | Vincitore Gara 2   | Vincitore GP      |
| ------------ | ----------- | ----------------- | ------------------ | ------------------ | ----------------- |
| 13 giugno    | Russia      | Orlyonok          | Tom Vialle         | Tom Vialle         | Tom Vialle        |
| 27 giugno    | Regno Unito | Matterley Basin   | Maxime Renaux      | Mattia Guadagnini  | Maxime Renaux     |
| 4 luglio     | Italia      | Maggiora          | Thibault Benistant | Mattia Guadagnini  | Mattia Guadagnini |
| 18 luglio    | Paesi Bassi | Oss               | Jago Geerts        | Jago Geerts        | Jago Geerts       |
| 25 luglio    | Rep. Ceca   | Loket             | Mattia Guadagnini  | Thibault Benistant | Mattia Guadagnini |
| 1º agosto    | Belgio      | Lommel            | Jago Geerts        | Kay de Wolf        | Jago Geerts       |
| 8 agosto     | Lettonia    | Ķegums            | Maxime Renaux      | Maxime Renaux      | Maxime Renaux     |
| 5 settembre  | Turchia     | Afyonkarahisar    | Tom Vialle         | Maxime Renaux      | Tom Vialle        |
| 8 settembre  | Turchia     | Afyonkarahisar    | Maxime Renaux      | Tom Vialle         | Tom Vialle        |
| 19 settembre | Italia      | Riola Sardo       | Tom Vialle         | Tom Vialle         | Tom Vialle        |
| 3 ottobre    | Germania    | Teutschenthal     | Tom Vialle         | Maxime Renaux      | Maxime Renaux     |
| 10 ottobre   | Francia     | Lacapelle-Marival | Tom Vialle         | Tom Vialle         | Tom Vialle        |
| 17 ottobre   | Spagna      | Arroyomolinos     | Tom Vialle         | Maxime Renaux      | Maxime Renaux     |
| 24 ottobre   | Italia      | Pietramurata      | Tom Vialle         | Tom Vialle         | Tom Vialle        |
| 27 ottobre   | Italia      | Pietramurata      | Tom Vialle         | Rene Hofer         | Rene Hofer        |
| 31 ottobre   | Italia      | Pietramurata      | Rene Hofer         | Maxime Renaux      | Maxime Renaux     |
| 7 novembre   | Italia      | Mantova           | Maxime Renaux      | Jago Geerts        | Jago Geerts       |
| 10 novembre  | Italia      | Mantova           | Jago Geerts        | Maxime Renaux      | Jago Geerts       |

### Classifiche finali

#### Piloti
| Pos. | Pilota             | Moto      | Punti |
| ---- | ------------------ | --------- | ----- |
| 1º   | Maxime Renaux      | Yamaha    | 734   |
| 2º   | Jago Geerts        | Yamaha    | 610   |
| 3º   | Tom Vialle         | KTM       | 570   |
| 4º   | Mattia Guadagnini  | KTM       | 548   |
| 5º   | Jed Beaton         | Husqvarna | 540   |
| 6º   | Rene Hofer         | KTM       | 527   |
| 7º   | Kay de Wolf        | Husqvarna | 478   |
| 8º   | Thibault Benistant | Yamaha    | 413   |
| 9º   | Ruben Fernandez    | Honda     | 404   |
| 10º  | Simon Längenfelder | Gas Gas   | 336   |

#### Costruttori
| Pos. | Costruttore | Punti |
| ---- | ----------- | ----- |
| 1º   | Yamaha      | 809   |
| 2º   | KTM         | 797   |
| 3º   | Husqvarna   | 616   |
| 4º   | Kawasaki    | 513   |
| 5º   | Honda       | 459   |
| 6º   | Gas Gas     | 440   |
| 7º   | TM          | 39    |